# Enneapterygius trisignatus
Enneapterygius trisignatus is een straalvinnige vissensoort uit de familie van drievinslijmvissen (Tripterygiidae). De wetenschappelijke naam van de soort is voor het eerst geldig gepubliceerd in 2001 door Fricke.